# Galeria națională a Sloveniei

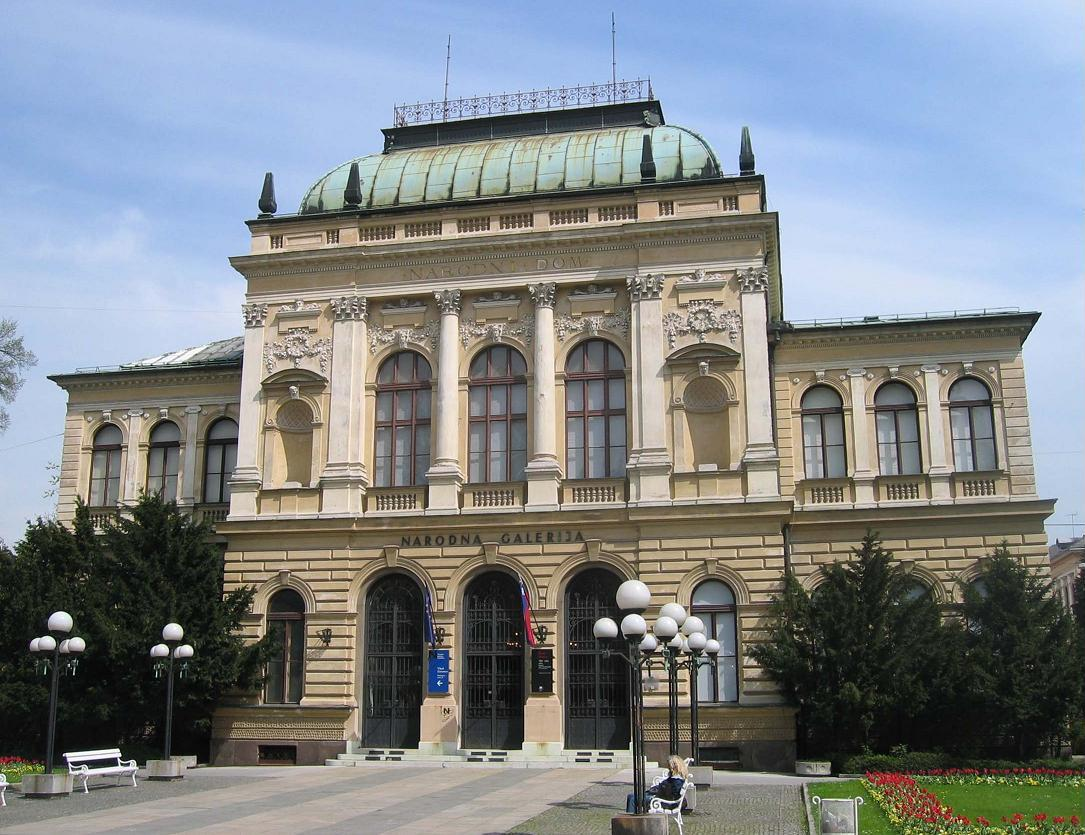
Galeria Națională a Sloveniei

Galeria Națională a Sloveniei (slovenă: Narodna galerija Slovenije) este un muzeu de artă în special, pentru pictură și sculptură, situat în Prešernova Cesta 20 (strada este numită după numele poetului național sloven France Prešeren), în capitala slovenă, Ljubljana.

## Istoric
Clădirea care găzduiește în prezent galeria națională a fost construită în anul 1896, în conformitate cu planurile arhitectului František Edmund Škabrout din Praga, ca "Narodni dom" ("casa poporului"). Aspectul construcției este inspirat de clădirea Teatrului Național din Praga. Ea a servit ca un loc de întâlnire pentru diverse asociații slovene, la parter era sala de sport a mișcării sportive Sokol. Fațada este în stil neo-renascentist. În 1993 clădirea a fost extinsă în stil postmodern după planurile arhitectului sloven Edvard Ravnikar. Cele două părți ale clădirii au fost conectate în anul 2001 printr-o aripă de legătură de sticlă si un hol de intrare, după planurile arhitecților Jurij Sadar și Boštjan Vuga.
Inițiativa pentru înființarea colecției a avut-o Ivan Delaine, care a fost primarul Ljubljanei între 1896 și 1910, precum și a scriitorul și istoricul Peter von Radics. Ca an oficial de înființare este considerat anul 1918. Colecția a fost la început în sala Kresijska palača ("Palat Kresijska", clădirea administrației K.u.K., în stil neobaroc) și s-a mutat în 1925 în actuala clădire. În 1946 colecția a fost naționalizată.

## Colecție
Colecția include în principal picturi și sculpturi slovene din Evul mediu până în prezent, precum și picturi din toată Europa.

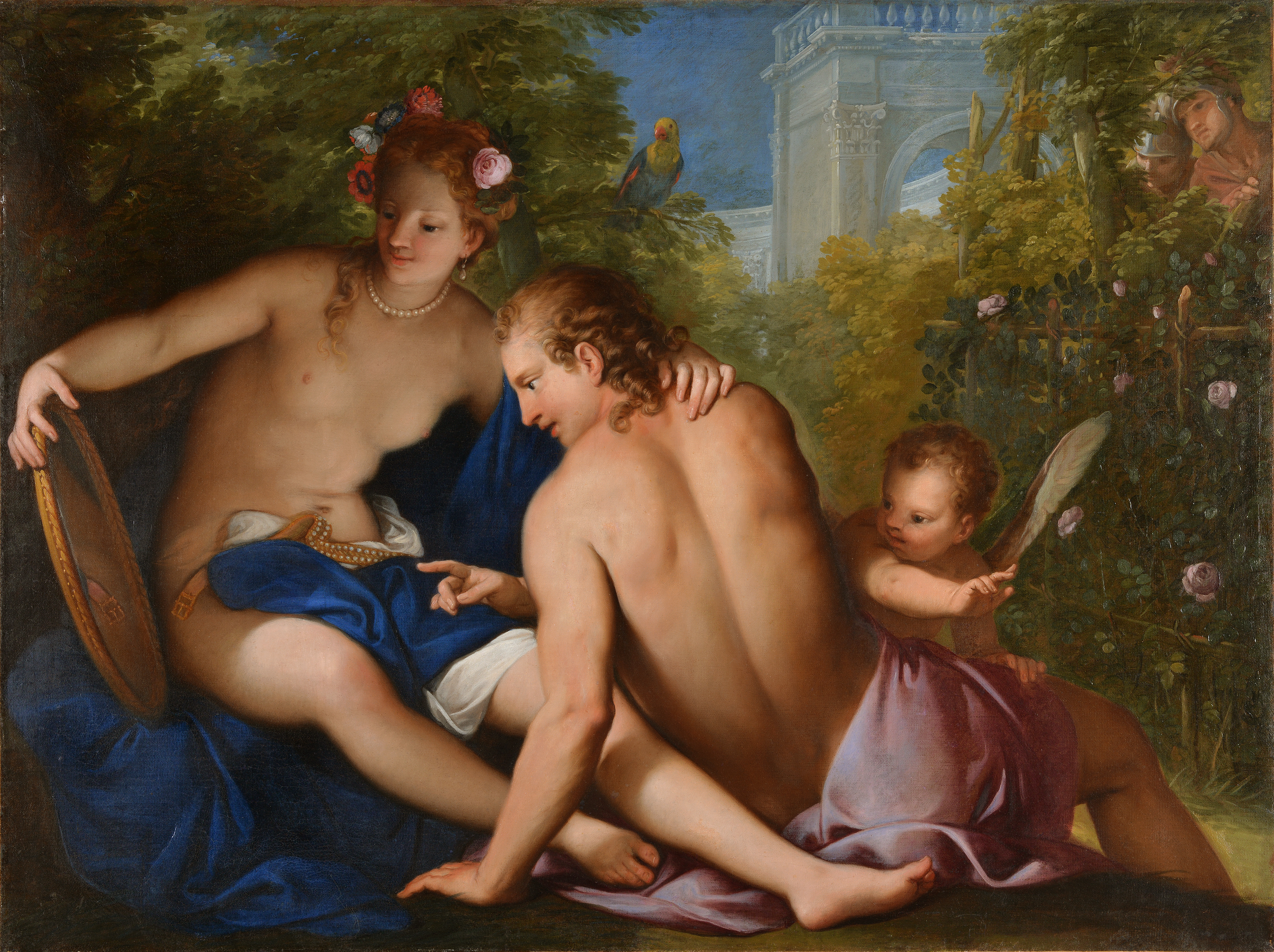
Antonio Bellucci (1654–1726): Rinaldo și Armida
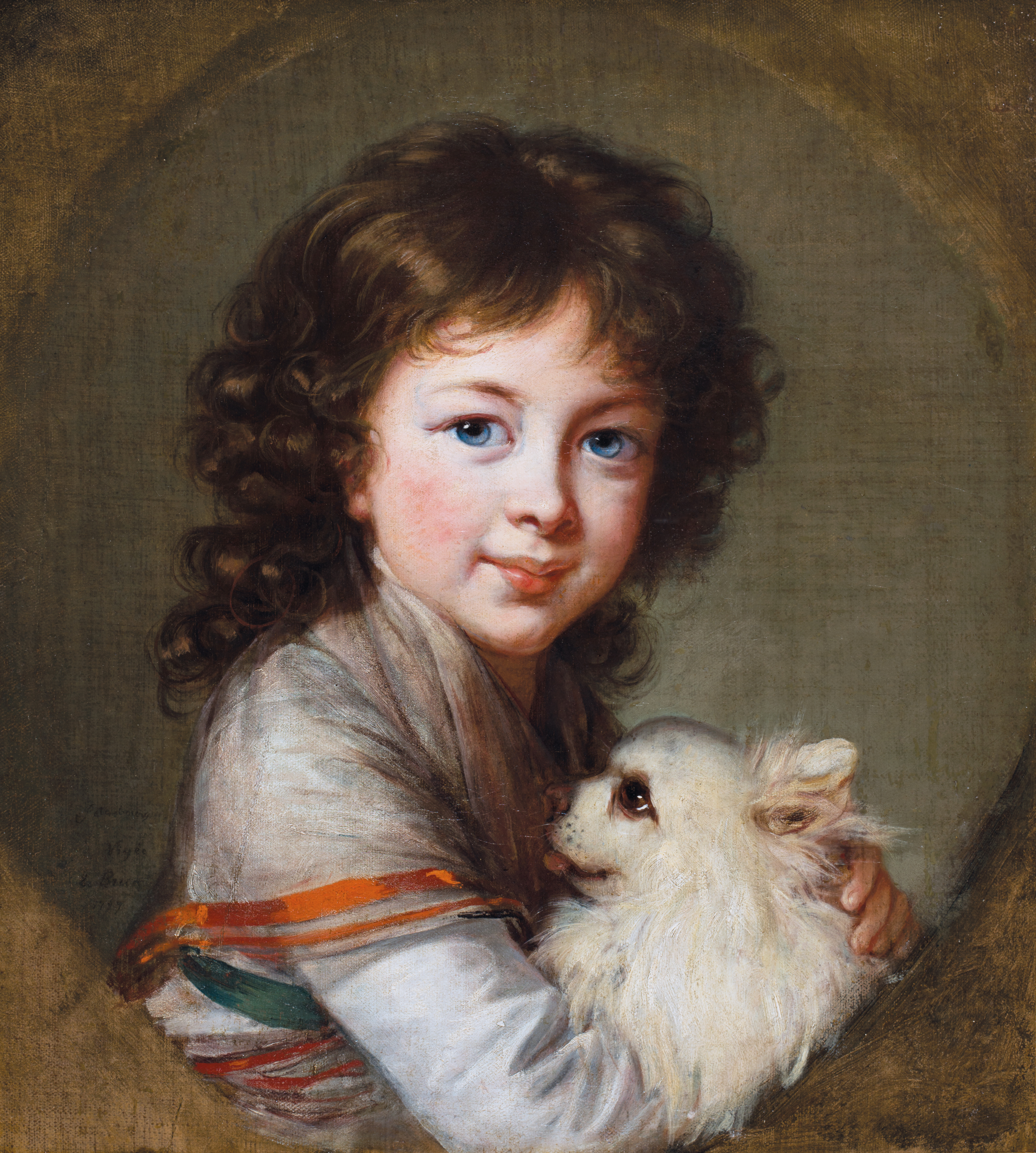
Élisabeth Vigée-Lebrun (1755–1842): Portretul Élisabethei Mniszech, 1797
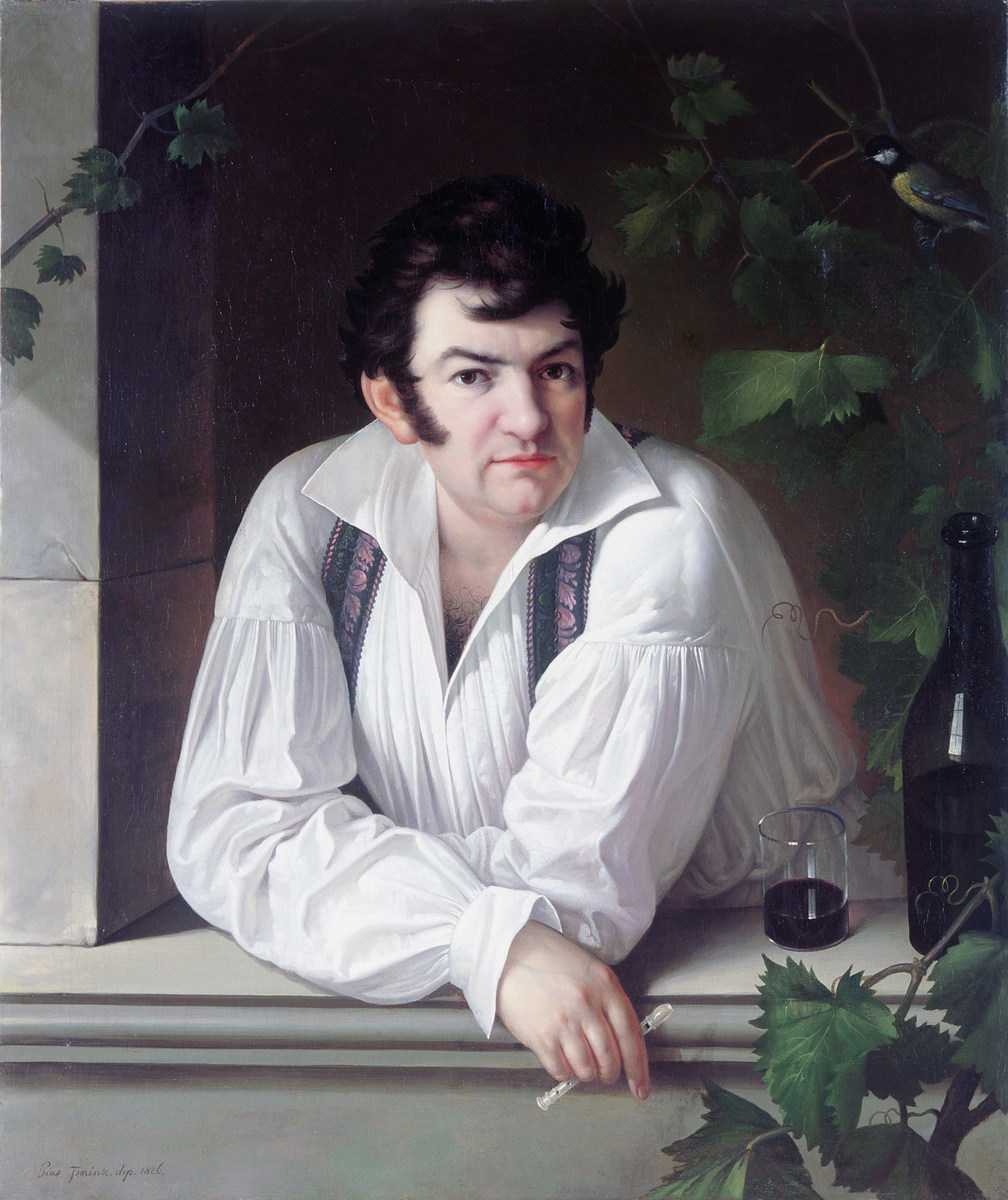
Giuseppe Tominz (1790–1866): Autoportret, în jurul de 1830
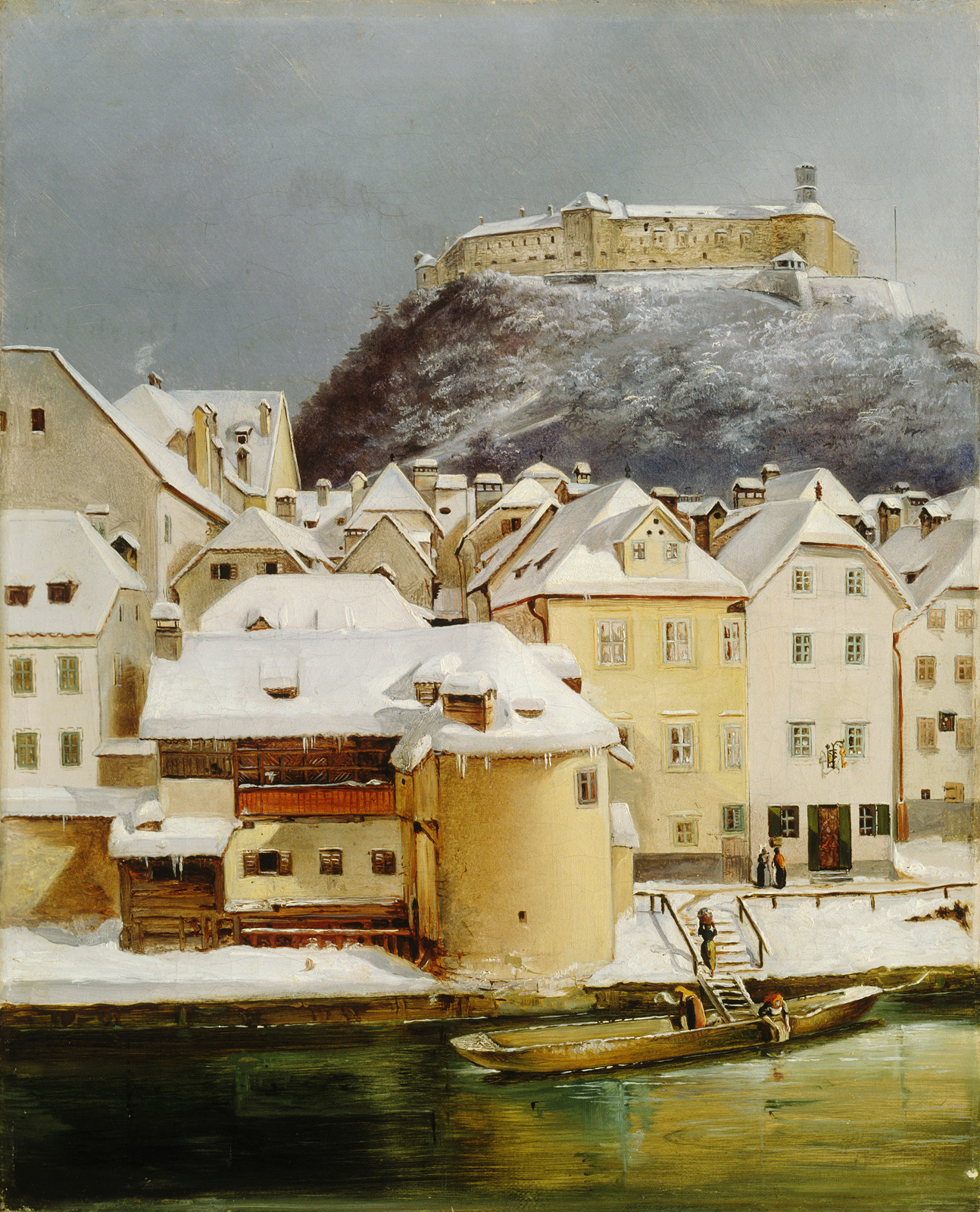
Pavel Künl (1817–1871): Loc de pescuit în Ljubljana, 1847
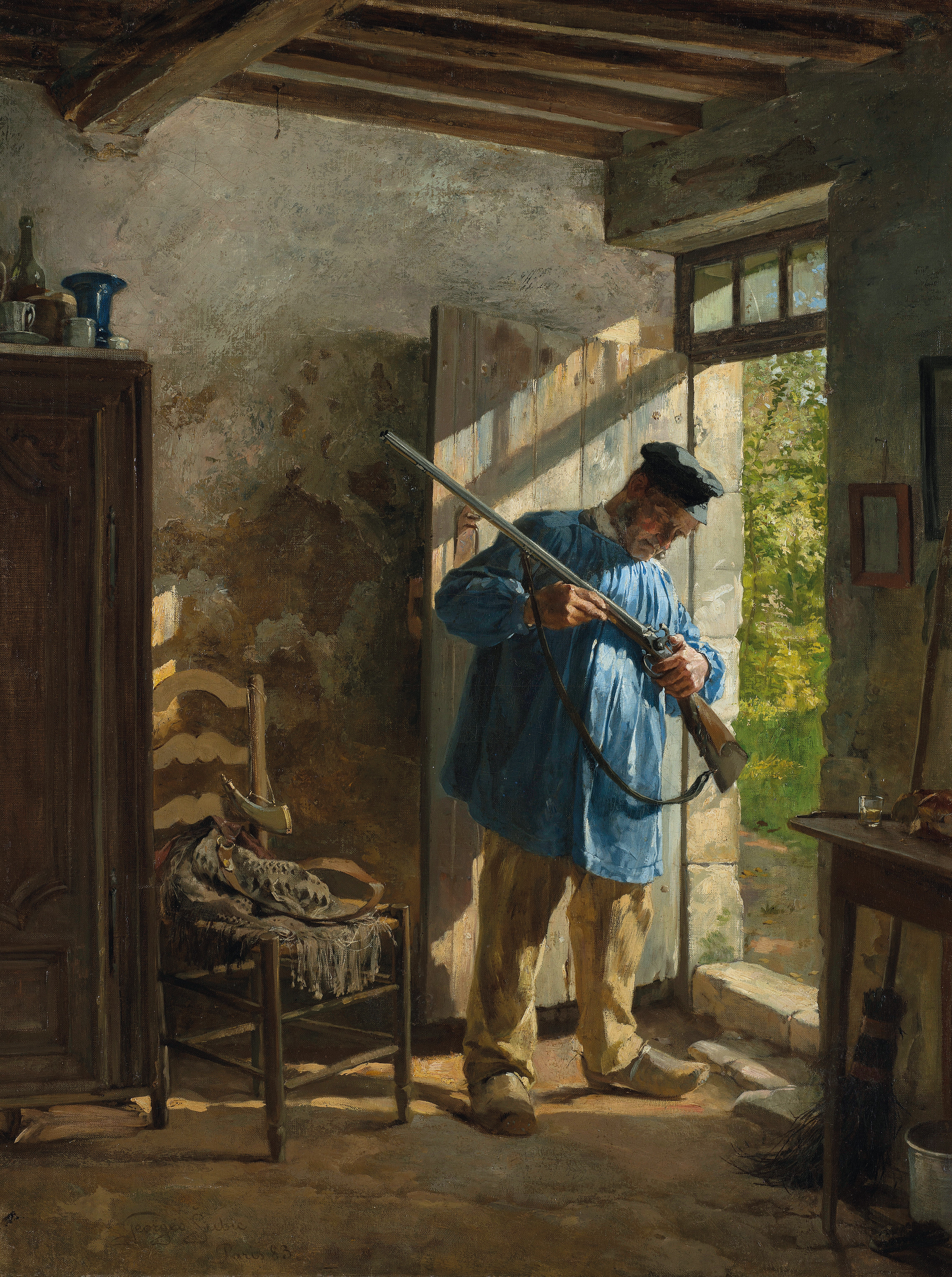
Jurij Šubic (1855–1890): Înainte de vânătoare, 1883
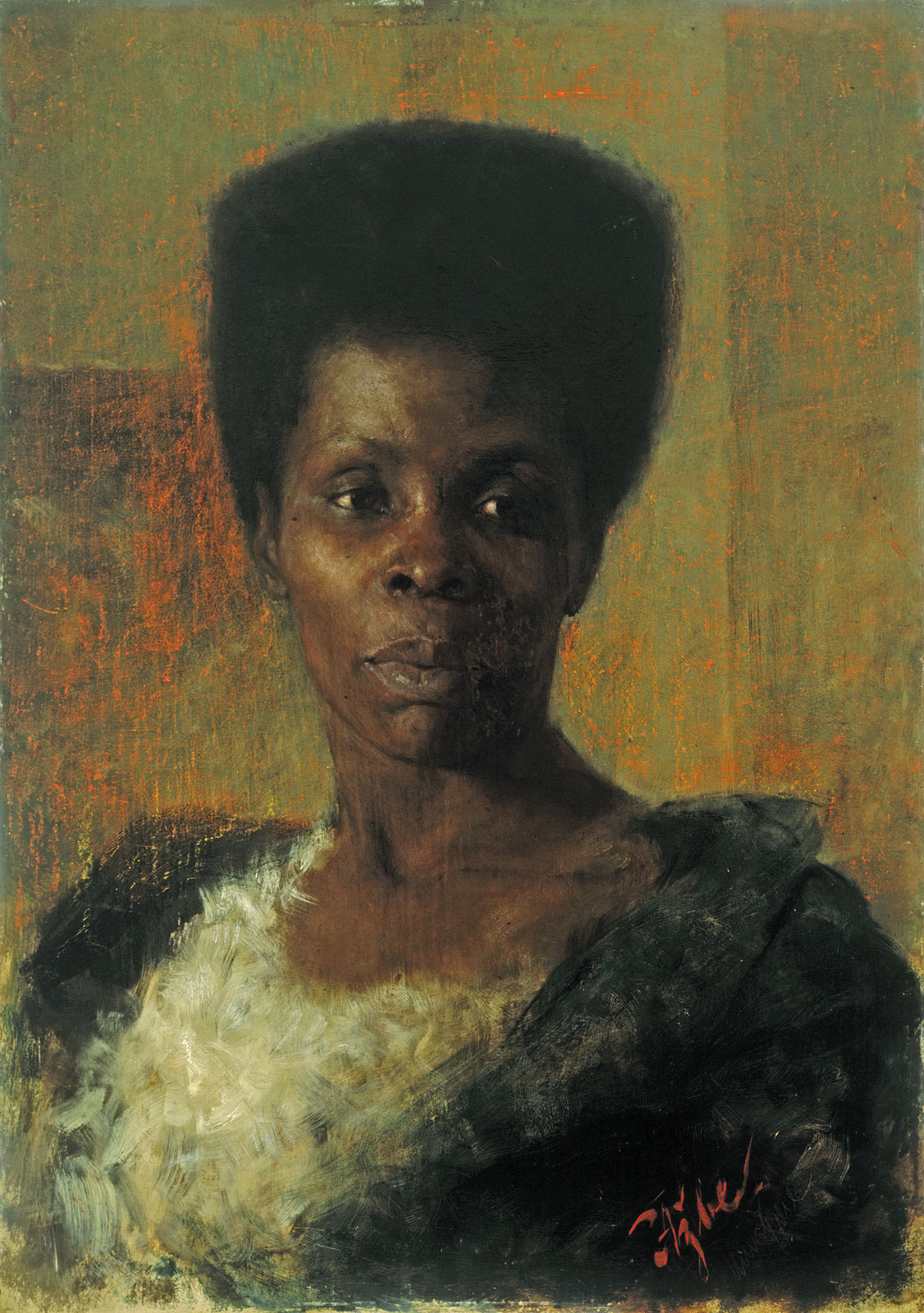
Anton Ažbe (1862–1905): Zamorka, 1895
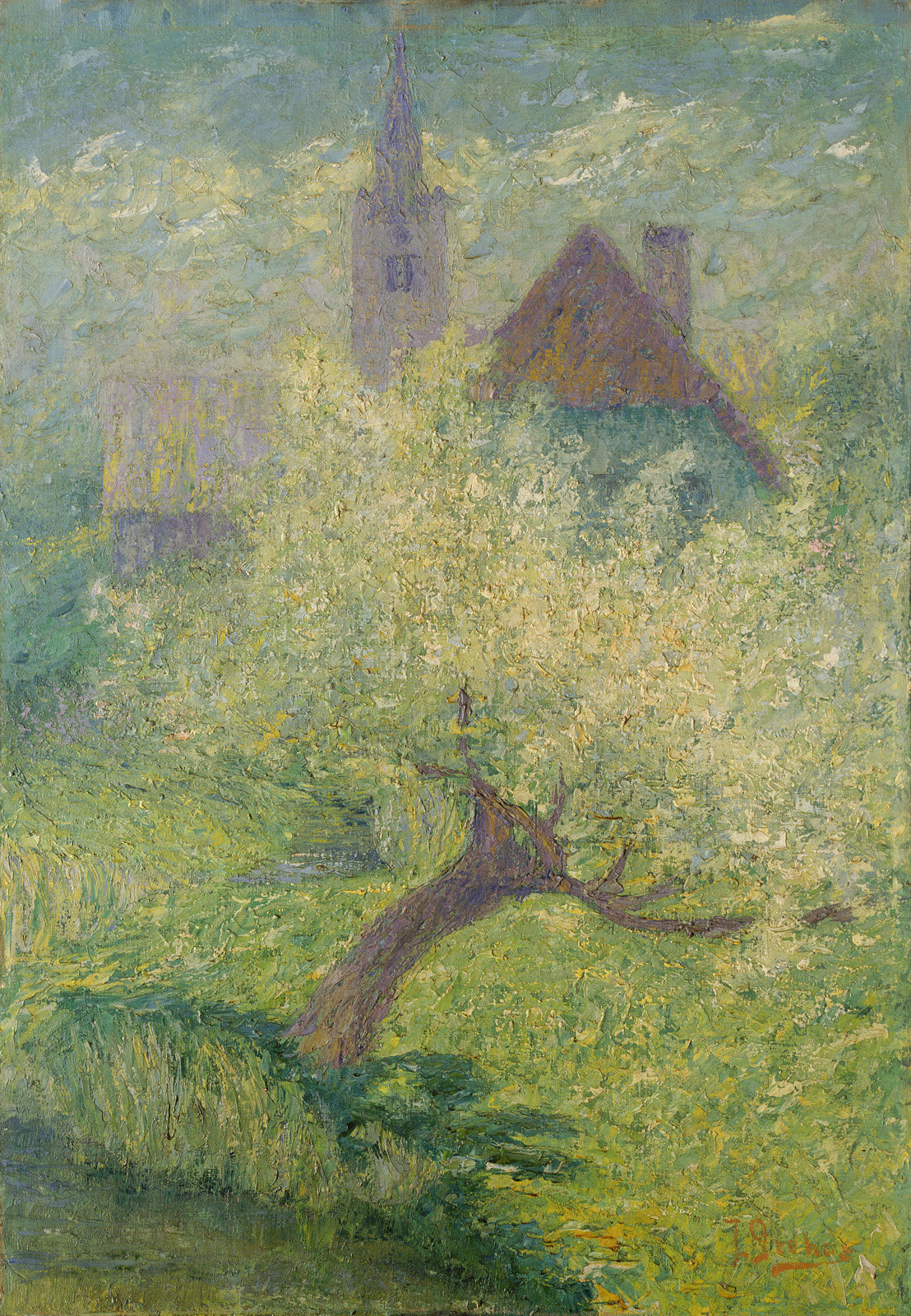
Ivan Grohar (1867–1911): Măr înflorit, în jurul de 1907
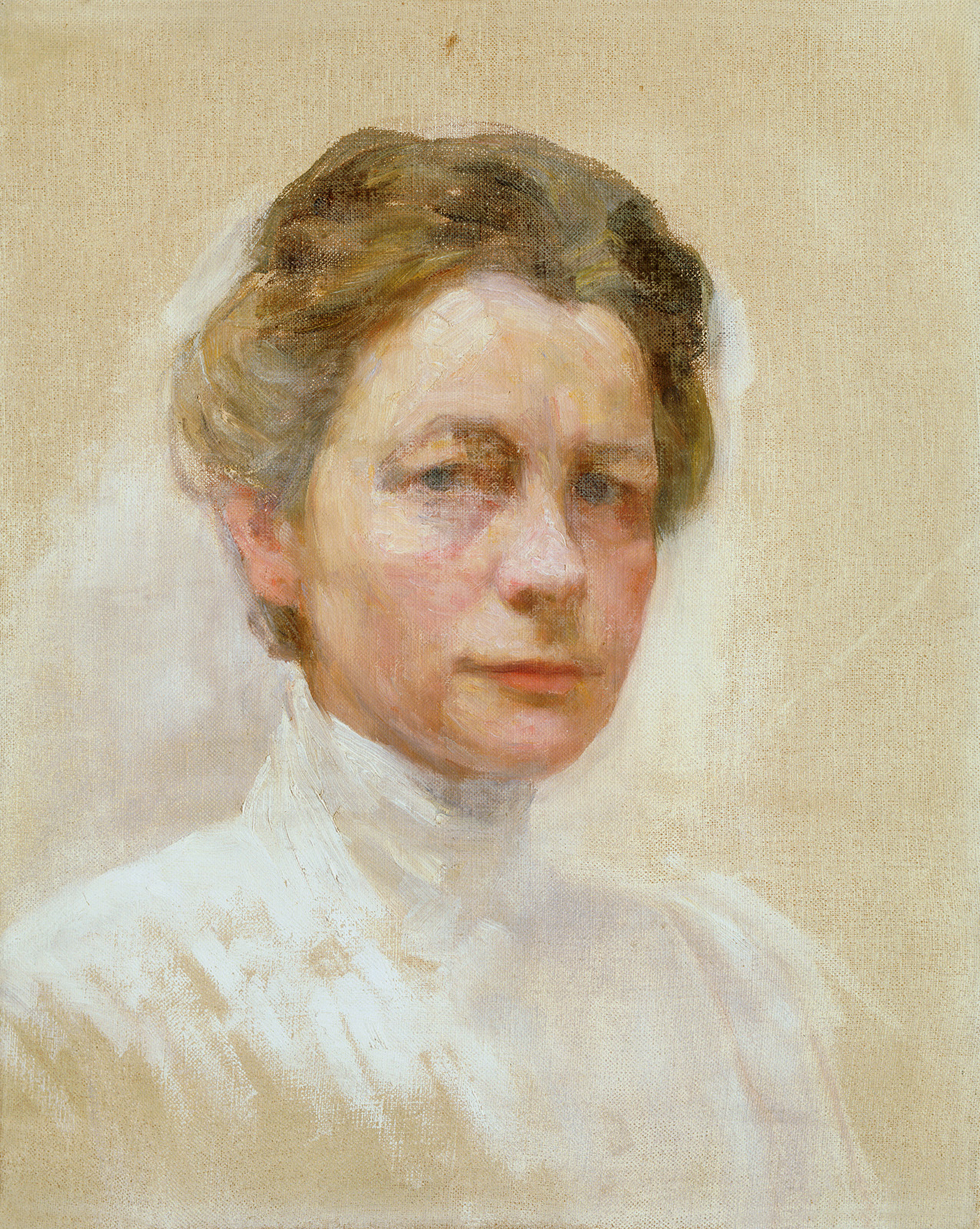
Ivana Kobilca (1861–1926): Autoportret, în jurul de 1910
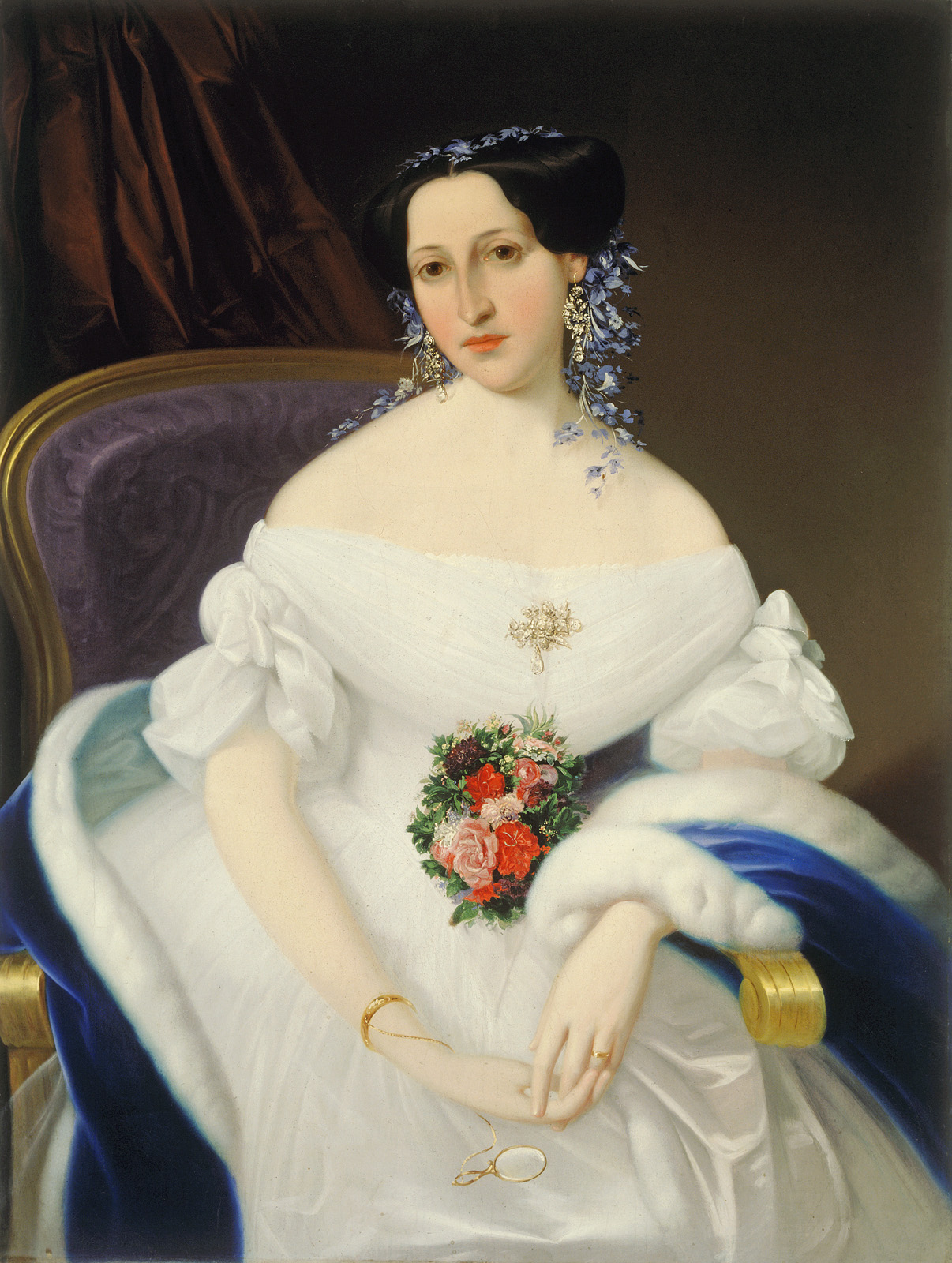
Luiza Pesjak

Lista artiștilor, care sunt reprezentați cu lucrări in Muzeu:
| - Anton Ažbe - Giovanni Baglione - Francul Bernekar - Renato Birolli - Massimo Campigli - Giovanni Andrea Carlone - Anton Čebej - Ladislao de Gauss - Lojze Dolinar - Frans Francken II - Friedrich Gauermann | - Ivan Grohar - Rihard Jakopič - Matija Jama - Abraham Janssens - Jacob Jordaens - Jean Jouvenet - Ivana Kobilca - Matevž Langus - Filipp Malyavin - Jožef Petkovšek | - Jacob Pynas - Gerard Seghers - Matej Stele - Janez Šubic - Jurij Šubic - Giuseppe Tominz - Ivan Vavpotič - Elizabeth Vigée-Lebrun - Cornelis de Wael - Ivan Zajec |

## Literatură
- Anica Cevc; Emilijan Cevc: Impresioniști sloveni și predecesorii lor de la Galeria Națională din Ljubljana, Österreichische Galerie, Viena, 1979
- Katarina Ambrozić: Căi Moderne și școală Ažbe în Munchen, Bongers, Recklinghausen, 1988